# Fever*Fever
Fever*Fever es el cuarto disco del dueto musical de J-pop Puffy AmiYumi. Este disco es el mejor junto con el Jet CD,los cuales son los antecedentes de Spike, el CD que las ayudaría a embarcarse hacia los Estados Unidos donde conseguirían la popularidad.

## Lista de temas
1. «Stray cats fever»
2. «Yume no Tame ni» (夢のために)
3. «Nichiyoubi no musume» (日曜日の娘)
4. «Nannarito Naru deshou» (なんなりとなるでしょう)
5. «Kireina namida ga tarinai Yo» (きれいな涙が足りないよ)
6. «Taiyou» (太陽)
7. «Robot Proto-Type Version 0.2» (ロボット　プロトタイプヴァージョン0.2)
8. «Puffy de rumba» (パフィー　ｄｅ　ルンバ)
9. «Koi no line ai no shape» (恋のライン愛のシェイプ)
10. «Always dreamin about you»
11. «Natsuyasumi Proto-Type» (夏休みプロトタイプ)
12. «Hataraku Yo» (はたらくよ)
13. «Puffy de bossa» (パフィー　ｄｅ　ボッサ)
14. «Tararan» (たららん)
15. «Dare ga sore Wo» (誰がそれを)

## Sencillos
1. «Tararan» (たららん)/Puffy no Tourmen (パフィーのツアーメン)
2. «Puffy de rumba» (パフィー　ｄｅ　ルンバ)/Peace
3. «Nichiyoubi no musume» (日曜日の娘)
4. «Yume no Tame ni» (夢のために)